# Marcello Pantone
Marcello Pantone (6 aprile 1965) è un ex velocista italiano.

## Biografia
Nel 1987 vestì la maglia di campione nazionale nei 400 metri piani e nella staffetta 4×400 metri ai campionati italiani assoluti di atletica leggera. Lo stesso anno prese parte ai campionati del mondo di Roma, dove su eliminato in semifinale nella staffetta 4×400 metri insieme a Vito Petrella, Tiziano Gemelli e Roberto Ribaud.
Sempre nel 1987, ai Giochi del Mediterraneo di Latakia conquistò la medaglia di bronzo nei 400 metri piani e quella d'oro nella staffetta 4×400 metri.
Nel 1988 tornò sul gradino più alto del podio ai campionati italiani assoluti, nella gara della staffetta 4×400 metri. In questa stessa disciplina conquistò la medaglia di bronzo alle Universiadi di Sheffield.

## Palmarès
| Anno | Manifestazione          | Sede      | Evento            | Risultato  | Prestazione | Note |
| ---- | ----------------------- | --------- | ----------------- | ---------- | ----------- | ---- |
| 1987 | Mondiali                | Roma      | Staffetta 4×400 m | Semifinale | 3'03"91     |      |
| 1987 | Giochi del Mediterraneo | Latakia   | 400 m piani       | Bronzo     | 46"46       |      |
| 1987 | Giochi del Mediterraneo | Latakia   | Staffetta 4×400 m | Oro        | 3'05"29     |      |
| 1991 | Universiadi             | Sheffield | Staffetta 4×400 m | Bronzo     | 3'07"54     |      |

## Campionati nazionali
- 1 volta campione italiano assoluto dei 400 metri piani (1987)
- 2 volte campione italiano assoluto della staffetta 4×400 metri (1987, 1988)

1987
- Oro ai campionati italiani assoluti, 400 metri piani - 46"17
- Oro ai campionati italiani assoluti, staffetta 4×400 metri - 3'09"59

1988
- Oro ai campionati italiani assoluti, staffetta 4×400 metri - 3'08"92

## Altre competizioni internazionali
1988
- 7º al Golden Gala ( Verona, 27 luglio 1988), 400 metri piani - 47"01

1989
- 2º in finale 2 al Golden Gala ( Pescara, 19 luglio 1989), 400 metri piani - 47"42